# Brulziekte
Brulziekte (nymfomanie) is een afwijking bij het vrouwelijk dier, waarbij dat voortdurend bronstig is. De afwijking wordt veroorzaakt doordat de graaffollikel niet barst en verandert in een cyste.  De follikel blijft bronsthormoon produceren, waardoor de bronst onderhouden wordt. De dieren zijn voortdurend tot paring bereid zonder dat dit tot een bevruchting leidt. Daar vooral koeien sterk brullen, vooral in de weide, spreekt men van brulziekte, maar ook andere diersoorten kunnen zeer luidruchtig zijn. Nymfomane dieren zijn lastig en onhandelbaar.